# Luc Vernon
Pour les articles homonymes, voir Vernon.
Luc Vernon, nom de plume de André Veillerot, né le 26 août 1940, est un écrivain français, auteur de roman policier.

## Biographie
Après de nombreux petits boulots comme aide-chimiste, cuisinier, chauffeur poids lourd, agent d'assurance, vendeur d'aspirateur, attaché commercial, Luc  Vernon   publie en 1982 son premier roman Tombeau légionnaire. Ce roman se situe en Ardèche dans un camp disciplinaire de la légion étrangère. 
Il se définit comme un « artisan, le tâcheron qui pousse ses mots, ses phrases sans s'occuper des autres, pour écrire une histoire avec un début, un milieu et une fin. Je n'ai rien à démontrer, ni à prouver, que le besoin de dire des histoires ».

## Œuvre

### Romans
- Tombeau légionnaire, collection Sanguine 2e série no 2 (1982)
- Rock Béton, Série noire no 1932 (1983)
- Haines sur la cité, Spécial Police no 1861 (1984)
- Un de chute, Spécial Police no 1873 (1984)
- Balade pour deux paumés, Spécial Police no 1897 (1984)
- Micmac money, Spécial Police no 1984 (1985)
- Double Bang, Spécial Police no 2018 (1986)
- Set de der, Spécial Police no 2031 (1986)
- Le Troisième Cercle, Spécial Police no 2053 (1987)

## Sources
- Claude Mesplède, Les Années Série noire vol.5 (1982-1995), Encrage « Travaux » no 36, 2000
- Claude Mesplède et Jean-Jacques Schleret, SN Voyage au bout de la Noire (additif mise à jour 1982-1985) p. 152-154, Futuropolis, 1985